# Kamil Zapolnik
Kamil Zapolnik (Białystok, 9 settembre 1992) è un calciatore polacco, centrocampista o attaccante del Nieciecza.

## Caratteristiche tecniche
È un'ala destra, ma può giocare all'evenienza anche come esterno di centrocampo o come attaccante centrale.

## Carriera
Nato a Białystok, compie tutta la trafila nelle giovanili dello Jagiellonia arrivando fino alla seconda squadra.
Nel 2012-2013 passa in prestito triennale all'Olimpia Zambrów, dove debutta l'11 agosto nel match interno contro il Tur Bielsk Podlaski. La sua prima stagione si rivela molto positiva, arrivando a realizzare persino un poker contro il Sokół Ostróda. Anche il secondo anno inizia in maniera positiva, con tnato di doppietta all'esordio sul campo dello Stal Rzeszów.
Il terzo anno si rivela il migliore per Zapolnik, che in diciannove gare mette a segno ben venti reti. Grazie alle sue prestazioni, nel mercato di gennaio passa al Wigry, militante in I liga, secondo livello del calcio polacco. Anche qua l'esordio è positivo, visto che arriva un gol contro il Pogoń Siedlce. Resterà uno dei tre in dieci gare prima di fare ritorno all'Olimpia, nel frattempo promosso in terza seria, in prestito semestrale.
Dopo sei gol in diciassette gare torna al Wigry, ma ancora una volta trova difficoltà a confermarsi in I liga. L'esplosione definitiva arriva nel 2016-2017, quando riesce ad arrivare in doppia cifra anche in seconda divisione. Viene perciò acquistato dal GKS Tychy, che lo schiera con regolarità in quasi tutte le gare, vedendolo realizzare otto gol in trentadue partite. Un anno più tardi arriva la chiamata del Górnik Zabrze, in Ekstraklasa, dove esordisce il 17 settembre in occasione di una trasferta a Sosnowiec. Realizza il suo primo gol in massima serie il primo dicembre, nello 0-4 rifilato al Wisła Płock. Chiude la stagione con due marcature, ma viene comunque riconfermato dal Górnik.
Nella stagione 2019-2020 gioca 17 gare, di cui 11 da titolare, ma realizza appena un gol alla sesta giornata, contro il Korona Kielce. A fine stagione viene ceduto al Miedź Legnica, militante in seconda divisione. L'avvio di campionato è molto positivo. Alla prima giornata realizza una doppietta contro il Sandecja, alla terza contribuisce alla straripante vittoria dei suoi contro il Resovia con un gol e un assist, ripetendosi due settimane più tardi contro il Korona Kielce.

## Palmarès

### Competizioni nazionali
- I liga: 1

Miedź Legnica: 2021-2022